# 張亨嘉
张亨嘉（1847年—1911年1月21日），字燮钧，号铁君，福建侯官（今属福州市）人。晚清进士，政治人物。

## 生平
道光二十七年（1847年）生。同治四年（1865年）舉於鄉。光緒二年（1876年）秋，與吳曾祺同為福建巡撫丁日昌幕僚，隨丁渡海駐臺灣道，巡視南北，教民耕種，並開設義學。光緒五年八月（1879年），艋舺學海書院重新竣工，受陳維英推薦，任山長（監督、校長）。歷時數年，淡北學者出其門者數百人。光緒六年（1880年）以大挑一等得知縣並升同知，分發河南東河總督府任職，參與審理清代四大奇案之一之王樹汶案，並為其平反。
光绪九年（1883年）癸未科二甲六十二名进士，选翰林院庶吉士，散馆授编修。光绪十四年（1888年），提督湖南学政，識拔熊希齡出其門下。光绪十九年（1893年），充广西乡试正考官，遍搜遺卷，選拔出十數人。二十三年（1897年）入直南书房，升授国子监司業，迁詹事府、右春坊右中允，升司经局洗马，迁翰林院侍讲，升太常寺少卿，一年间五次升迁，为当时罕见。
光緒二十四年（1898年）正月，張亨嘉與林旭等集合在京閩籍人士，創建閩學會，以宣傳變法維新為事。八月政變發生，林旭等六君子被殺害，閩學會亦遭取締。光緒二十五年（1899年）調詹事府右春坊右中允，掌記注纂修之事；繼任司經局洗馬，掌經籍、典制、圖書刊刻之事；又遷翰林院侍講，太常少卿，掌壇廟祭祀禮儀。
光绪二十六年（1900年）夏，亲贵大臣相信义和团民有神术，可以抵御外敌，光绪帝命张亨嘉察视，張亨嘉認為拳民不能依賴，並諫西太后勿用義和團，勿圍攻外國使館，險被構陷殺害。待兩宮西狩，又上「奏請回鑾摺」。

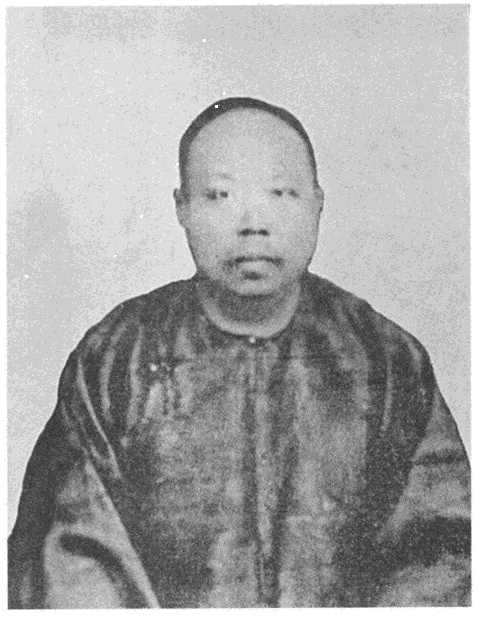
张亨嘉，光緒三十二年像

庚子之乱结束，二十七年光緒帝、慈禧太后回京，迁大理寺少卿，是年十一月，奉令提督浙江學政。杭州舊有藏書樓，因兵燹被燬，邵章等重建之，唯規模甚小，藏書僅七百餘種九千餘冊，亨嘉乃擴而新之為浙江藏書樓，購書七萬餘卷，並制定「章程」，提供民眾閱覽。
不久，張亨嘉又回京師，仍在南书房行走。光緒二十九年十二月二十一日（1904年2月6日），任京師大學堂首任總監督。時因新遭八國聯軍之亂，百廢待舉。他上任僅一月，即積極為大學堂擴充校舍，派出留學生，改進招生制度，增聘外國教師，增建操場和醫學館，為大學堂打下堅實基礎。其自浙回京，曾補授光祿寺卿，遷都察院左副都御史，又升兵部右侍郎。三十二年（1907年）正月辭京師大學堂總監督職。後又任禮部左侍郎，充經筵講官，玉牒館副總裁。
張亨嘉體素厚重，冬春多痰，宣统二年十二月二十一日（1911年1月21日）卒于北京，享壽六十四，謚「文厚」。亨嘉為官清正，立朝二十餘年，空無所傍。《清史稿》有传。

## 著作
著有《張文厚公文集》四卷、《張文厚公賦抄》二卷及《磐那室詩存》一卷，其裔孫張戡將这些著作合輯為《張亨嘉文集》，并點校出版。

## 延伸阅读
[在维基数据编辑]
 《清史稿·卷441》，出自趙爾巽《清史稿》

## 相關書籍
- 《京师大学堂首任总监督张亨嘉文集》. 北京大学出版社. 2003年5月1日. ISBN 9787301062357

## 外部連結
- 張亨嘉 （页面存档备份，存于） 中研院史語所
- 張亨嘉 （页面存档备份，存于） 台湾记忆